# Geografija Vietnama
Vietnam je na vzhodnem robu Indokitajskega polotoka in zavzema približno 331.211,6 kvadratnih kilometrov, od katerih je bilo leta 1987 približno 25 % posejanih. Meji na Tonkinški zaliv, Tajski zaliv in Tihi ocean, Kitajsko, Laos, in Kambodžo. Podolgovata dežela v obliki črke S je od severa do juga dolga 1650 km in je na najožji točki široka približno 50 km. Z obalo 3260 km, brez otokov, Vietnam zahteva 12 navtičnih milj (22,2 km) kot mejo svojih teritorialnih voda, dodatnih 12 navtičnih milj (22,2 km) kot sosednjo carinsko in varnostno območje. Ima izključno ekonomsko cono 417.663 km2 z 200 navtičnimi miljami (370,4 km).
Meja z Laosom je bila tako na etnični kot geografski podlagi poravnana med vladarji Vietnama in Laosa sredi 17. stoletja. Annamitsko gorovje kot referenca je bilo uradno opredeljeno s pogodbo o razmejitvi, podpisano leta 1977 in ratificirano leta 1986. Meja s Kambodžo, določena v času francoske priključitve zahodnega dela Mekongove delte leta 1867, je v bistvu ostala nespremenjena, glede na  Hanoj, dokler v obdobju 1982–85 niso bila končno urejena nekatera nerešena mejna vprašanja. Kopenska in morska meja s Kitajsko, začrtana v skladu s francosko-kitajskimi pogodbami iz let 1887 in 1895, je »mejna črta«, ki jo je sprejel Hanoj. Kitajska se je v letih 1957–58 strinjala, da bo spoštovala to mejno črto. Vendar se je februarja 1979 po kitajsko-vietnamski vojni Hanoj pritožil, da je Kitajska od leta 1957 naprej izzvala številne mejne incidente kot del svoje protivietnamske politike in ekspanzionističnih načrtov v jugovzhodni Aziji. Med omenjenimi ozemeljskimi kršitvami je bila kitajska okupacija Paracelskih otokov januarja 1974, ki sta si jih obe državi lastili v sporu, ki je ostal nerešen v 1980-ih.

## Fizična geografija
Država je razdeljena na višavje in delto Rdeče reke na severu, Annamitsko gorovje skupaj z obalnimi nižinami v središču in Mekongovo delto na jugu.

## Administrativne enote
Vietnam je razdeljen na 5 mest in 58 provinc. Gre za unitarno državo, zato ne obstaja federalna ureditev ali samoupravne pokrajine.
Uradno je Vietnam razdeljen na 3 upravne ravni, z različnimi vrstami upravnih enot na vsaki ravni:
- Prva stopnja: občina (thành phố trực thuộc trung ương) in provinca (tỉnh)
- Druga stopnja: občinsko mesto (thành phố thuộc thành phố trực thuộc trung ương),[1] mestno okrožje/okrožje (quận), provincialno mesto/mesto (thành phố thuộc tỉnh), mesto (thị xã) in okrožje/okrožje (huyện)

Na podlagi zadnjih virov Generalnega statističnega urada Vietnama (GSO) obstaja 707 enot druge stopnje.
- Tretja stopnja: okrožje (phường), mesto na ravni občine (thị trấn) in občina (xã)

Od leta 2020 je GSO navedel, da obstaja 10.614 enot tretje stopnje s 1712 oddelki, 605 okrožji in 8.297 občinami.
Mesta so v vietnamščini znana kot thị trấn, manj pogosta vrsta mestnih območij pa so kmečka naselja (thị trấn nông trường).
Obstaja tudi četrta stopnja kot zaselek (xóm, ấp) in vas (làng, thôn, bản). Vendar to ni uradna stopnja.

### Administrativne regije
Geografsko je Socialistična republika Vietnam razdeljena na 3 regije, vendar jo vietnamska vlada pogosto razdeli na 8 upravnih regij:
| Geografske regije                        | Administrativne regije                                                         |
| ---------------------------------------- | ------------------------------------------------------------------------------ |
| Severni Vietnam (Bắc Bộ, Miền Bắc)       | Severovzhod (Đông Bắc Bộ)                                                      |
| Severni Vietnam (Bắc Bộ, Miền Bắc)       | Severozahod (Tây Bắc Bộ)                                                       |
| Severni Vietnam (Bắc Bộ, Miền Bắc)       | Delta Rdeče reke (Đồng Bằng Sông Hồng)                                         |
| Centralni Vietnam (Trung Bộ, Miền Trung) | Seveno centralna obala (Bắc Trung Bộ)                                          |
| Centralni Vietnam (Trung Bộ, Miền Trung) | Južno centralna obala (Duyên hải Nam Trung Bộ)                                 |
| Centralni Vietnam (Trung Bộ, Miền Trung) | Centralno višavje (Tây Nguyên)                                                 |
| Južni Vietnam (Nam Bộ, Miền Nam)         | Jugovzhod (Đông Nam Bộ, Miền Đông)                                             |
| Južni Vietnam (Nam Bộ, Miền Nam)         | Mekongova delta (Đồng Bằng Sông Cửu Long) ali Jugozahod (Tây Nam Bộ, Miền Tây) |

Znotraj vsake upravne regije so različne upravne enote prve stopnje.

## Topografija
Vietnam je dežela tropskih nižav, hribov in gosto gozdnatih višavij, kjer ravnina pokriva manj kot 20 % površine.
Spektakularni slap Bản Giốc je 272 km severno od Hanoja in tam je videti le malo turistov.

### Delta Rdeče reke
Združena delta Rdeče reke (Sông Hồng) in reke Thái Bình je ravno, trikotno območje s 15.000 kvadratnimi kilometri. Delta Rdeče reke je manjša, vendar intenzivneje razvita in bolj gosto poseljena kot Mekongova delta. Nekoč je bil tu vhod v Tonkinški zaliv, v obdobju tisočletij pa so ga zapolnile ogromne rečne naplavine in vsako leto napreduje sto metrov v zaliv. Pradomovina etničnih Vietnamcev, delta, je pred letom 1975 predstavljala skoraj 70 % kmetijstva in 80 % industrije Severnega Vietnama.
Rdeča reka, ki izvira v kitajski provinci Junan, je dolga okoli 1200 kilometrov. Njena dva glavna pritoka, Sông Lô (imenovana tudi reka Lo ali Čista reka) in Sông Đà (imenovana tudi Črna reka), prispevata k visoki količini vode, ki v povprečju znaša 4300 kubičnih metrov na sekundo.
Celotno območje delte, podprto s strmimi vzpetinami gozdnatih višav, ni več kot tri metre nad morsko gladino, velik del pa en meter ali manj. Območje je izpostavljeno pogostim poplavam; ponekod je najvišja meja poplav štirinajst metrov nad okolico. Zaščita pred poplavami je bila stoletja sestavni del kulture in gospodarstva delte. Zgrajen je bil obsežen sistem nasipov in kanalov, ki zajezi Rdečo reko in namaka bogato delto, kjer raste riž. Ta starodavni sistem, oblikovan po vzoru kitajskega, je vzdrževal visoko koncentrirano prebivalstvo in omogočil dvojno pridelavo mokrega riža v približno polovici regije.

### Gore
Gorske planote na severu in severozahodu so naseljene predvsem z manjšinskimi skupinami plemen. Dãy Trường Sơn (Annamitsko gorovje) izvira iz tibetanskih in junanskih regij na jugozahodu Kitajske in tvori mejo Vietnama z Laosom. Konča se v delti reke Mekong severno od mesta Hošiminh (prej Sajgon).
Te osrednje gore, ki imajo več visokih planot, so nepravilne višine in oblike. Severni del je ozek in zelo razgiban; najvišji vrh države Fan Si Pan se na skrajnem severozahodu dviga na 3142 metrov. Južni del ima številne izbokline, ki delijo ozek obalni pas na vrsto predelkov. Te topografske značilnosti so stoletja ne samo oteževale komunikacije sever-jug, ampak so tvorile tudi učinkovito naravno oviro za zadrževanje ljudi, ki živijo v porečju Mekonga.

### Centralno višavje
V južnem delu Vietnama je planota, znana kot Centralno višavje (Tây Nguyên), približno 51.800 kvadratnih kilometrov razgibanih gorskih vrhov, obsežnih gozdov in bogate zemlje. Višavje, ki obsega pet razmeroma ravnih planot bazaltne zemljine, ki se razprostirajo po provincah Đắk Lắk, Gia Lai in Kon Tum, predstavlja 16 % obdelovalne zemlje v državi in 22 % celotne gozdnate zemlje. Pred letom 1975 je Severni Vietnam trdil, da sta Centralno višavje in Day Truong Son strateški območji izrednega pomena, bistveni za prevlado ne le v Južnem Vietnamu, temveč tudi v južnem delu Indokine. Od leta 1975 je visokogorje območje, kamor se selijo ljudje iz gosto poseljenih nižin.

### Obalno nižavje
Ozko, ravno obalno nižavje se razteza od južne delte Rdeče reke do porečja reke Mekong. Na kopni strani se Dãy Trường Sơn strmo dviga nad obalo, njegovi ostrogi pa na več mestih štrlijo v morje. Na splošno je obalni pas rodoviten in riž se intenzivno prideluje.
Nedavna globalna analiza daljinskega zaznavanja je pokazala, da je bilo v Vietnamu 3069 km² plimovanja, zaradi česar je država na 10. mestu glede na to, koliko plimovanja se tam pojavi.

### Mekonggova delta
Mekongova delta, ki obsega okoli 40.000 kvadratnih kilometrov, je nizka ravnina, ki ni nikjer višja od treh metrov nad morsko gladino in je prepredena z labirintom kanalov in rek. Različni rokavi in pritoki Mekonga prenašajo toliko usedlin, da delta vsako leto napreduje v morje za šestdeset do osemdeset metrov. Uradni vietnamski vir ocenjuje, da je količina sedimenta, ki se letno odloži, približno 1 milijarda kubičnih metrov ali skoraj trinajstkratnik količine, ki jo odloži Rdeča reka. Približno 10.000 kvadratnih kilometrov delte je pod pridelavo riža, zaradi česar je to območje ena glavnih regij za pridelavo riža na svetu. Južni del, znan kot polotok Cà Mau, je prekrit z gosto džunglo in močvirji z mangrovami.
Mekong, dolg 4220 kilometrov, je ena od 12 velikih rek sveta. Od izvira na Tibetanski planoti teče skozi Tibet in južno kitajsko regijo Junan, tvori mejo med Laosom in Mjanmarom ter med Laosom in Tajsko. Pri Phnom Penhu se združi s Tonlé Sap in se razdeli na dva kraka – Sông Hậu Giang (reka Hậu Giang) (znana kot reka Bassac na kamboški strani) in Sông Tiền Giang (reka Tiền Giang) – ter se nadaljuje skozi Kambodžo in porečje Mekonga, preden se izlije v Južnokitajsko morje skozi devet ust, znanih kot Cửu Long (devet zmajev). Reka je močno zamuljena in je plovna s plovili s plitvim ugrezom do Kompong Chama v Kambodži. Pritok, ki vstopa v reko pri Phnom Penhu, izsuši Tonlé Sap, plitvo sladkovodno jezero, ki deluje kot naravni rezervoar za stabilizacijo toka vode skozi spodnji Mekong. Ko je reka v fazi poplav, njeni zamuljeni izlivi delte ne morejo odnesti velike količine vode. Poplavne vode se vrnejo nazaj v Tonlé Sap, zaradi česar je jezero poplavilo kar 10.000 kvadratnih kilometrov. Ko se poplava umiri, se tok vode obrne in teče iz jezera v morje. Učinek je znatno zmanjšanje nevarnosti uničujočih poplav v delti Mekonga, kjer reka vsako leto poplavi okoliška polja do višine enega do dveh metrov.

## Podatki
Površina:
Skupaj: 331.210 km²
Kopno: 310.070 km²
Voda: 21.140 km²
Meje:
Skupaj: 4639 km
Mejne države: Kambodža 1228 km, Kirajska 1281 km, Laos 2130 km
Obala: 3444 km (brez otokov)
Pomorske zahteve:
Vodni pas: 24 nmi (44,4 km; 27,6 mi)
Kontinentalna polica: 200 nmi (370,4 km; 230,2 mi) ali do celinskega roba
Izključna ekonomska cona: 417.663 km², 200 nmi (370,4 km; 230,2 mi)
Teritorialno morje: 12 nmi (22,2 km; 13,8 mi)
Ektremni:
Najnižja točka: Južnokitajsko morje 0 m
Najvišja točka: Fan Si Pan 3144 m
Reke:
Najdaljša reka: Đồng Nai 586 km
Jezera:
Največje jezero: Ba Bể (jezero) 6,5 km²